# Rope Solo

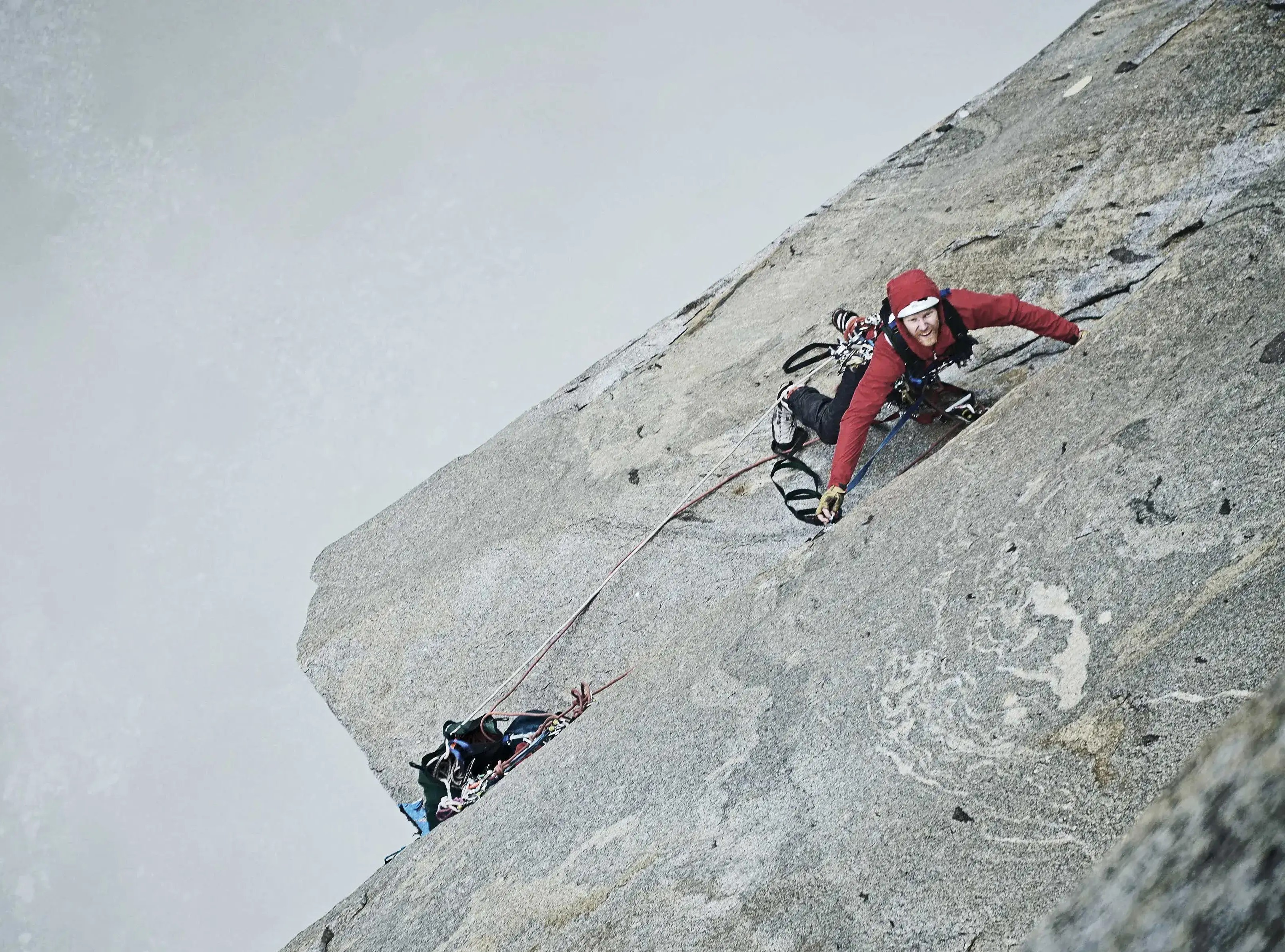
Der neuseeländische Parakletterer Steve Bate bei einer Rope-Solo-Begehung am El Capitan. Der Sack ist an einem Fixpunkt befestigt und enthält den Großteil des Seils.

Als Rope Solo (englisch für Solo mit Seil) wird beim Klettern die Begehung einer Kletterroute im Alleingang mit Selbstsicherung bezeichnet. Die Sicherung basiert auf einem mechanischen Sicherungsgerät mit Rücklaufsperre und einem Kletterseil. Eine spezielle Seilführung erlaubt die Kletterroute wie üblich durch fixe Sicherungen wie Felshaken und mobile Sicherungsmittel abzusichern. Rope-Soloing kann als Freiklettern durchgeführt werden, sowie im Alpinklettern und Sportklettern. Es kann in einer abgewandelten Form auch als Top-Rope-Soloing durchgeführt werden. Aufgrund der Komplexität des Selbstsicherungssystems, und der deutlich erhöhten Belastung der Sicherungskette und des Körpers im Falle eines Sturzes, gilt Rope Solo als gefährliche Technik.
Varianten des Rope-Solo-Kletterns verwendeten in alpinen Routen unter anderem Catherine Destivelle und Walter Bonatti. Rope-Solo-Klettertechniken wurden von Alexander Huber in schwersten Mehrseillängenrouten eingesetzt, und in Bigwall-Kletterrouten von Pete Whittaker und Charlie Porter.

## Vorgehensweise
Beim Rope-Solo begeht der Kletterer die gewählte Route im Vorstieg, hat aber keinen Partner (oder Sichernden), der einen möglichen Sturz mit Hilfe des Seils auffangen kann. Vielmehr wird  zur Selbstsicherung eine spezielle Seilführung und ein Sicherungsgerät verwendet, welches das Seil im Falle eines Sturzes automatisch blockiert. Bei einem normalen Vorstieg mit Seilpartner bindet sich der Vorsteiger an einem Ende des Sicherungsseils ein, während sich der Sichernde über sein Sicherungsgerät mit diesem Seil verbindet. Beim Rope-Solo ist die Seilführung umgekehrt. Das Seil wird an der Standsicherung festgebunden und der Rope-Solo-Kletterer verbindet sich mit dem Sicherungsgerät mit dem Seil. Bei der Standsicherung ist zu beachten, dass die Belastung im Falle eines Sturzes nach oben wirkt.
Während der Rope-Solo-Kletterer höher steigt, läuft das Seil durch das Sicherungsgerät. Wie beim normalen Vorstieg hängt der Rope-Solo-Kletterer das Sicherungsseil in fixe Sicherungspunkte ein (z. B. Haken), oder er platziert mobile Sicherungsmittel, in die das Seil eingehängt wird. Im Falle eines Sturzes blockiert die Rücklaufsperre und der Kletterer hängt im Seil. Hat der Rope-Solo-Kletterer das Ende der Seillänge erreicht, wird das Seil an der Standsicherung fixiert. Anschließend wird ein Abseilseil am Stand fixiert und über die Seillänge zum unteren Standplatz abgeseilt, wozu ein zweites Seil mitgenommen werden muss. Nachdem das Kletterseil vom unteren Stand gelöst wurde, wird schließlich am Abseilseil mit Hilfe von Steigklemmen wieder aufgestiegen, wobei die in der Seillänge platzierten Sicherungen mitgenommen werden. Rope-Solo-Klettern ist also mit wesentlich mehr Arbeit verbunden als bei einer normalen Begehung einer Route mit Kletterpartner.
Es sei ausdrücklich darauf hingewiesen, dass Sicherungsgeräte nur bestimmungsgemäß verwendet werden dürfen.

## Varianten des Rope-Solo

### Backlooping
Bei dieser Technik wird darauf verzichtet, nach jeder abgeschlossenen Seillänge abzuseilen, und am Abseilseil wieder aufzusteigen. Vielmehr wird das Kletterseil während des Vorstiegs von Fixpunkt zu Fixpunkt  höher gehängt. Die Backlooping-Methode ist zwar schneller, die Sicherheit ist aber abhängig von der Qualität einzelner Fixpunkte, da keine Redundanz vorliegt. Ein Sturz mit Versagen eines Fixpunkts kann tödlich sein.

### Top-Rope Solo
Bei dieser Technik wird am oberen Stand (oder am Umlenker)  ein Seil fixiert (sog. Fixseil). In dieses Fixseil wird ein Sicherungsgerät mit Rücklaufsperre so eingelegt, dass es nach oben frei läuft, bei Belastung nach unten aber blockiert. Der Top-Rope-Kletternde kann die Seillänge dann normal und gesichert klettern. Top-Rope-Soloing wird auch beim Bigwall-Klettern angewandt, wenn der Nachsteiger schneller nachklettern kann, als mit Steigklemmen am Seil hochzusteigen.

## Bemerkenswerte Rope-Solo Begehungen
- 1951 schrieb Walter Bonatti Alpingeschichte, als er in sechs Tagen den Südwest-Pfeiler des Petit Dru in der Mont-Blanc-Gruppe alleine erstbeging (die Rouite wird heute Bonatti-Pfeiler genannt). Er verwendete eine von den oben beschriebenen Sicherungstechniken abweichende Methode.[7]
- 1972 wurde Charlie Porter durch seine rope-solo Begehung der New Dawn Wall bekannt, einer Variante der Route Wall of the Early Morning Light von Warren Harding und Dean Caldwell. Es war die erste Solobegehung einer Route am El Capitan.[8]
- 1978 führte Bev Johnson in 10 Tagen die erste weibliche Solobegehung am El Capitan durch (Dihedral Wall).[9]
- 1991 eröffnet Catherine Destivelle an der Westwand des Petit Dru in 11 Tagen die Route Voie Destivelle (VI 5.11b A5). Der Kletterfilm „11 Days on the Dru“ dokumentiert die Begehung.[10]
- 1992 kletterte Catherine Destivelle den unteren Teil von El Matador 5.10d (6b+) am Devils Tower in Wyoming rope-solo, den oberen Teil free-solo (siehe Kletterfilm Ballade à Devil's Tower).[11]
- 1999 eröffnete Alexander Huber im Winter, in vier Tagen und im Alleingang die Route Bellavista an der Westlichen Zinne. Im Juli 2001 kletterte er dann die Route frei (Rotpunkt).[12]
- 2007 wurde Freerider 5.12d (7c) am El Capitan (1000 Meter, 37 Seillängen) von Stephane Perron in einer Woche rope-solo geklettert.[13] Im Oktober 2013 benötigt Jorg Verhoeven für dieselbe Route vier Tage.[14] Im November 2016 beendet Pete Whittaker die Route in etwas mehr als 20 Stunden.[15]
- 2018 wurde The Nose 5.14a (8b+) am El Capitan (1000 Meter, 31 Seillängen) von Keita Kurakami als fünfter Mensch überhaupt frei geklettert. Es war die erste freie Solo-Begehung.[16]
- 2022 gelang Alexander Huber an der Waidringer Steinplatte in Tirol im Alleingang die Erstbegehung der Route Ramayana.[17] An der gleichen Wand kletterte er schon 2012 rope-solo Mauerläufer 8b+[18]